# 虹桥 (德清)
虹桥为位于中国浙江省湖州市德清县新市镇的一座石拱桥，位于北平街，北栅外，东西向跨于市河上。古名西吴桥，清康熙八年（1670）改为一洞。，清道光十七年和民国十三年两次重修。2006年9月4日公布为第二批德清县文物保护单位。
虹桥上原有风水墙，高2米，有“仙潭屏障”四字，这堵已消失，但是现在桥面仍然只有单边桥栏。